# Campeonato Panamericano de Ciclismo en Pista 2016
El Campeonato Panamericano de Ciclismo en Pista se celebró en Aguascalientes, (México) entre el 5 y el 9 de octubre de 2016 bajo la organización de la Confederación Panamericana de Ciclismo (COPACI) y la Federación Mexicana de Ciclismo.
Las competiciones se realizaron en el Velódromo Bicentenario. Fueron disputadas 19 pruebas, 10 masculinas y 9 femeninas.

## Resultados

### Masculino
| Evento                   | Oro                                                                        | Plata                                                              | Bronce                                                                     |
| ------------------------ | -------------------------------------------------------------------------- | ------------------------------------------------------------------ | -------------------------------------------------------------------------- |
| Velocidad individual     | Fabián Puerta                                                              | Jair Tjon En Fa                                                    | Santiago Ramírez                                                           |
| Velocidad por equipos    | Colombia · Rubén Murillo · Fabián Puerta · Santiago Ramírez                | Argentina Leandro Bottasso Pablo Perruchoud Juan Pablo Serrano     | Canadá · Patrice Pivin · Joel Archambault · Stefan Ritter                  |
| Persecución individual   | Eduardo Estrada                                                            | Jay Lamoureux                                                      | Edison Bravo                                                               |
| Persecución por equipos  | Colombia · Juan Arango · Brayan Sanchez · Eduardo Estrada · Wilmar Paredes | Canadá · Edward Veal · Aidan Caves · Jay Lamoureux · Adam Jamieson | Chile · Antonio Cabrera · Edison Bravo · Nicolás González · Diego Ferreyra |
| 1 km contrarreloj        | Santiago Ramírez                                                           | Diego Peña                                                         | Stefan Ritter                                                              |
| Carrera por puntos 40 km | Juan Arango                                                                | Manuel Rodas                                                       | Rubén Ramos                                                                |
| Scratch 15 km            | José Alfredo Santoyo                                                       | Zak Kovalcik                                                       | Edwing Sutherland                                                          |
| Keirin                   | Fabián Puerta                                                              | Leandro Bottasso                                                   | Kwesi Browne                                                               |
| Madison 50 km            | Chile · Antonio Cabrera · Edison Bravo                                     | Colombia · Eduardo Estrada · Jordan Parra                          | Argentina Ruben Ramos Sebastian Trillini                                   |
| Omnium                   | Aidan Caves                                                                | Julio Padilla                                                      | Zak Kovalcik                                                               |

### Femenino
| Evento                                                           | Oro                                                                       | Plata                                                                   | Bronce                                                                    |
| ---------------------------------------------------------------- | ------------------------------------------------------------------------- | ----------------------------------------------------------------------- | ------------------------------------------------------------------------- |
| Velocidad individual                                             | Jessica Salazar                                                           | Yuli Verdugo                                                            | Daniela Gaxiola                                                           |
| Velocidad por equipos                                            | México · Jessica Salazar · Yuli Verdugo                                   | Colombia · Juliana Gaviria · Martha Bayona                              | Estados Unidos Mandy Marquardt Madalyn Godby                              |
| Persecución individual                                           | Kelly Catlin                                                              | Marlies Mejias                                                          | Jasmin Glaesser                                                           |
| Persecución por equipos                                          | Canadá · Jasmin Glaesser · Ariane Bonhomme · Kinley Gibson · Jamie Gilgen | México · Yareli Salazar · Mayra Rocha · Sofía Arreola · Jessica Bonilla | Chile · Javiera Reyes · Constanza Paredes · Carolina Oyarzo · Paola Muñoz |
| 500 m contrarreloj                                               | Jessica Salazar                                                           | Martha Bayona                                                           | Juliana Gaviria                                                           |
| Carrera por puntos 25 km                                         | Jasmin Glaesser                                                           | Arlenis Sierra                                                          | Ariane Bonhomme                                                           |
| Scratch 10 km                                                    | Yareli Salazar                                                            | Paola Muñoz                                                             | Arlenis Sierra                                                            |
| Keirin                                                           | Daniela Gaxiola                                                           | Juliana Gaviria                                                         | Martha Bayona                                                             |
| Madison 15 km (Evento de exhibición, no se repartieron medallas) | México · Mayra Rocha · Sofía Arreola                                      | Estados Unidos Colleen Gulick Christine Birch                           | Cuba · Marlies Mejias · Iraida Garcia                                     |
| Omnium                                                           | Marlies Mejias                                                            | Yareli Salazar                                                          | Lorena Colmenares                                                         |

## Medallero
| Núm.  | País              | Oro | Plata | Bronce | Total |
| ----- | ----------------- | --- | ----- | ------ | ----- |
| 1     | Colombia          | 7   | 5     | 4      | 16    |
| 2     | México            | 6   | 3     | 1      | 10    |
| 3     | Canadá            | 3   | 2     | 4      | 9     |
| 4     | Cuba              | 1   | 2     | 1      | 4     |
| 5     | Chile             | 1   | 1     | 3      | 5     |
| 6     | Estados Unidos    | 1   | 1     | 2      | 4     |
| 7     | Argentina         | 0   | 2     | 2      | 4     |
| 8     | Guatemala         | 0   | 2     | 0      | 2     |
| 9     | Surinam           | 0   | 1     | 0      | 1     |
| 10    | Barbados          | 0   | 0     | 1      | 1     |
| 10    | Trinidad y Tobago | 0   | 0     | 1      | 1     |
| Total | Total             | 19  | 19    | 19     | 57    |